# تهدئة أرضية عالمية
التهدئة الأرضية العالمية هي انخفاض سرعة الرياح الملحوظ بالقرب من سطح الأرض (بارتفاع 10 أمتار تقريبًا) على مدى العقود الثلاثة الماضية (منذ ثمانينيات القرن العشرين بشكل رئيسي)، وهو ما أطلِق عليه «تهدئة أو تسكين» بالأصل. أثر هذا التباطؤ في الرياح الأرضية القريبة من السطح بشكل أساسي على مناطق خطوط العرض الوسطى لكل من نصفي الكرة الأرضية، بمعدل انخفاض عالمي يبلغ سالب 0.14 متر لكل ثانية لكل عقد، أو بين 5 و15% على مدى السنوات الخمسين الماضية. مع ظهور زيادات في خطوط العرض العليا (أكثر من 75 درجة عن خط الاستواء)، في كل من نصفي الكرة الأرضية. على عكس ضعف الرياح الملحوظ على الأسطح القارية، فإن الرياح تميل إلى أن تشتد فوق مناطق المحيطات. في السنوات القليلة الماضية، اكتُشف انقطاع في انخفاض سرعة الرياح الأرضية، ما يشير إلى حدوث انتعاش على مستويات عالمية منذ عام 2013.
لا يزال السبب الدقيق (أو الأسباب) وراء التهدئة الأرضية العالمية غير مؤكد، وعُزي بشكل أساسي إلى مسببين رئيسيين: أولًا؛ التغيرات في دوران الغلاف الجوي واسع النطاق، وثانيًا؛ زيادة الخشونة السطحية بسبب نمو الغابات، وتغير استخدام الأراضي، والتحضر، على سبيل المثال.
نظرًا لتغير المناخ، فإن التغيرات في سرعة الرياح تشكل حاليًا شاغلًا محتملًا للمجتمع، بسبب تأثيرها على مجموعة واسعة من المجالات، مثل توليد طاقة الرياح، والآثار الهيدرولوجية الإيكولوجية على الزراعة والهيدرولوجيا، والمخاطر والكوارث المتعلقة بالرياح، أو نوعية الهواء والصحة البشرية، من بين أمور أخرى كثيرة.

## الأسباب
عزو هذا الضعف في سرعة الرياح الأرضية القريبة من السطح ليس قاطعًا، وذلك على الأرجح بسبب تفاعل عدة عوامل في آن واحد، وقد تتغير في المكان والزمان. أشار العلماء إلى أسباب رئيسية مختلفة تؤثر على هذا التباطؤ في سرعة الرياح: أولًا؛ الزيادة في خشونة سطح الأرض (مثل نمو الغابات، وتغيرات استخدام الأراضي، والتحضر) بالقرب من المرصد الجوي حيث يؤدي مقياس الريح إلى تعزيز قوة الاحتكاك التي تضعف الرياح منخفضة المستوى. ثانيًا؛ تغيرية دورة الغلاف الجوي واسعة النطاق، المرتبطة بتوسع حجيرة هادلي نحو القطبين وتغير محاور العمل (أي الأعاصير والأعاصير العكسية) التي تتحكم في التغيرات في سرعة الرياح القريبة من السطح. ثالثًا؛ التغيرات في كيفية قياس سرعة الرياح، بما في ذلك تلف أو انحراف أجهزة قياس الرياح، التحسين التكنولوجي لمقاييس الرياح، تغيرات ارتفاع مقياس الريح، تحولات مواقع القياسات، التغيرات في البيئة المحيطة بمحطة المراقبة، مسائل المعايرة وقياس الفترات الزمنية. رابعًا؛ يؤدي «الإعتام العالمي»، أي انخفاض كميات الإشعاع الشمسي التي تصل إلى سطح الأرض بسبب زيادة تركيزات الهباء الجوري والغازات الدفيئة، إلى تثبيت الغلاف الجوي ما ينتِج رياح ضعيفة. خامسًا؛ طُرحت أسباب أخرى، مثل الاتجاهات المتزايدة في رطوبة التربة المتاحة والتغيرات الفلكية. غير أن الأسباب الدقيقة لـ«التهدئة الأرضية العالمية» لا تزال دون حل بسبب أوجه عدم اليقين التي تكمن وراء هذه الظاهرة في جميع أنحاء العالم.

## أوجه عدم اليقين
لا تؤثر «التهدئة الأرضية العالمية» بنفس الطريقة على سطح الأرض كله عبر كل من سطحي اليابسة والمحيط. ذُكرت زيادة اتجاهات سرعة الرياح مكانيًا في بعض المناطق، ولا سيما بالنسبة إلى المناطق ذات خطوط عرض عليا، والمناطق الساحلية، وأسطح المحيطات حيث شهد فيها مؤلفون مختلفون اتجاهًا عالميًا متزايدًا في سرعة الرياح باستخدام القياسات الساتلية في السنوات الثلاثين -الأربعين الماضية. أظهرت الدراسات الحديثة حدوث انقطاع في الاتجاه السلبي لسرعات الرياح الأرضية، مع انتشار واسع النطاق مؤخرًا لانتعاش /تعزيز سرعة الرياح منذ عام 2013 تقريبًا. هذا من شأنه أن يخلق حالة من عدم اليقين في فهم هذه الظاهرة.
تكمن معظم أوجه عدم اليقين وراء المناقشة المتعلقة بـ«التهدئة الأرضية العالمية» فيما يلي: أولًا؛ توافر بيانات سرعة الرياح القصيرة، مع بدء سلسلة في ستينيات القرن العشرين. ثانيًا؛ أجريت أساسًا دراسات سرعة الرياح على مناطق خطوط العرض الوسطى حيث تتوافر أغلبية القياسات طويلة الأجل. وثالثًا؛ انخفاض نوعية سجلات مقياس الريح على النحو المشار إليه في تقرير التقييم الخامس التابع للجنة الدولية للتغيرات المناخية.
يرجع انخفاض جودة سلسلة سرعة الرياح بصورة رئيسية إلى عوامل غير مناخية (مثل مراقبة تغيرات الممارسات، وتغيير موقع المحطة، وتغير ارتفاع مقياس الريح) ما يؤثر على تلك السجلات، ويؤدي إلى عدم تمثيل التغيرات الفعلية في سرعة الرياح مع مرور الوقت. وُضعت بروتوكولات تجانس معينة لسلسلة سرعة الرياح من أجل الكشف عن حالات عدم التجانس المحتملة وضبطها.

## أبحاث جارية
ركزت البحوث الجارية بشأن تقييم هذه الظاهرة وعزوها على الحد من قصر توافر البيانات عن سرعة الرياح وقلة جودتها. يعد مشروع البحث الممول من أوروبا؛ ستيلنغ، مبادرة (2016-2018) تهدف إلى الحد من هذا القيد من خلال إنقاذ سلسلة سرعة الرياح الأطول وأكثرها جودة ومجانستها واستردادها في جميع أنحاء العالم. يقوم المشروع بتجميع سجلات سرعة الرياح ابتداءً من ثمانينيات القرن التاسع عشر، ما يوفر للعلماء سجلات على مدى 130 عامًا تقريبًا، أي ما يزيد على 80 عامًا تقريبًا عن الدراسات السابقة المتاحة في المطبوعات العلمية. تعد المعرفة الأفضل بمناخ سرعة الرياح في الماضي أمرًا بالغ الأهمية لفهم ظاهرة «التهدئة الأرضية العالمية» الحالية، واكتشاف ما إذا كان تغير المناخ وراء هذا التباطؤ في الرياح أو دورات الاتجاهات المشابهة التي حدثت في الماضي ويمكن توقعها في المستقبل. بذلك مع سجلات أطول، قد تُكتشف دورات عقدية.

## نتائج تغير سرعة الرياح
تثير ظاهرة «التهدئة الأرضية العالمية» اهتمامًا كبيرًا من الناحية العلمية والاجتماعية الاقتصادية والبيئية بسبب الأثر الرئيسي حتى لتغيرات سرعة الرياح الصغيرة على حركتي الغلاف الجوي والمحيطات ومايتصل بهما من مجالات مثل: أولًا؛ طاقة الرياح المتجددة، ثانيًا؛ الزراعة والهيدرولوجيا بسبب النتح التبخري، ثالثًا؛ هجرة أنواع النباتات المنتشرة عبر الرياح، رابعًا: الكوارث الطبيعية المتعلقة بالرياح، خامسًا؛ التأثيرات البحرية والساحلية الناجمة عن العواصف والأمواج التي تدفعها الرياح، وسادسًا؛ تشتت ملوثات الهواء، من بين مجالات اجتماعية اقتصادية وبيئية أخرى كثيرة. غير أنه بالنسبة لطاقة الرياح، يلاحَظ أن سرعة الرياح القريبة من السطح تقع أساسًا في حدود 10 أمتار من سطح اليابسة، ومع وجود التوربينات على ارتفاع يتراوح بين 60 و80 مترًا عن سطح اليابسة، يلزم إجراء المزيد من الدراسات هنا. هناك حاجة أيضًا إلى مزيد من الدراسات في مواقع المرتفعات العليا، التي كثيرًا ما تكون مناطق تنتج قدرًا كبيرًا من إمدادات المياه العذبة، التي تسمى أبراج المياه، إذ تبين أن سرعة الرياح هناك آخذة في الانخفاض بسرعة أكبر من تلك التغيرات المسجلة في مواقع المرتفعات الأدنى، وهناك العديد من الوثائق الصينية التي تظهر هذا بالنسبة لهضبة التبت.